# Darío Díaz
Darío Díaz ( n. 13 de julio de 1981 en Catamarca) es un ciclista argentino.
Siempre compitiendo amateur, tiene el récord de ganar la Doble Calingasta en 6 oportunidades, 5 de ellas consecutivas. A nivel internacional venció en 6 etapas de la edición 68 de la Vuelta Ciclista del Uruguay (2011), siendo también récord para esa carrera.

## Palmarés
2003
- 1.º en el Campeonato Nacional, Ruta Sub-23

2007
- 3 etapas de la Vuelta de Mendoza

2011
- 2 etapas de Rutas de América
- 6 etapas de la Vuelta Ciclista del Uruguay

2012
- 2 etapas de la Vuelta Ciclista del Uruguay